# Villa Reusch

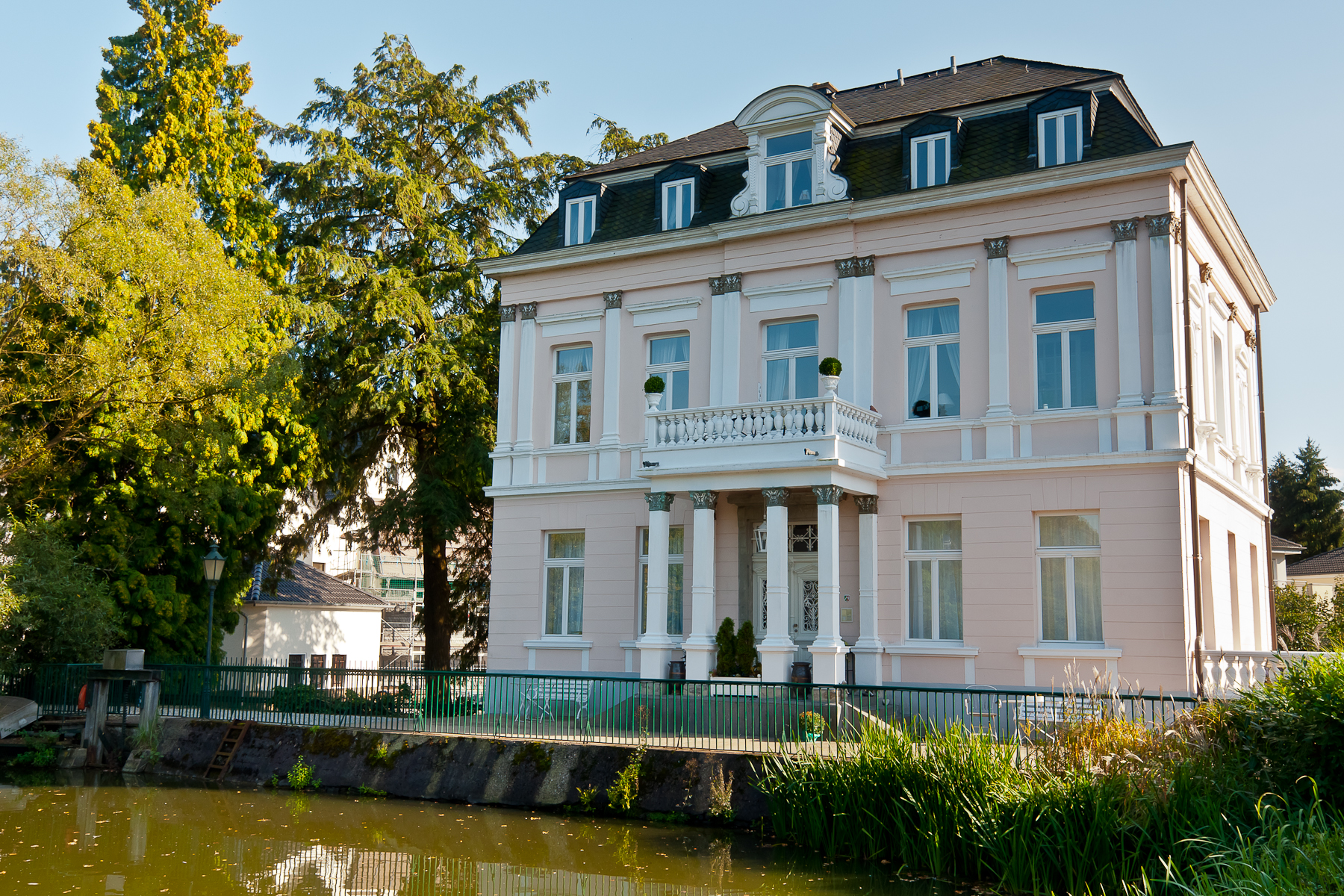
Die Villa Reusch

Die Villa Reusch ist eine ehemalige Fabrikantenvilla. Sie steht Am Hammer 12 im Stadtteil Hoffnungsthal von Rösrath im Rheinisch-Bergischen Kreis. Die Fassade ist reich an spätklassizistischen Elementen.

## Geschichte
Im Jahr 1773 hatte der Kaufmann Rudolf Philipp Boullé in Volberg ein Hammerwerk errichtet. Zusätzlich baute er 1784 ein Haus zu Wohnzwecken, das so genannte Weiherhaus, weil es von einem Weiher umgeben war. Im Jahr 1816 erwarb die Unternehmerfamilie Reusch das gesamte Anwesen und fertigte hier Feinbleche aus Roheisen. Es folgte ein wirtschaftlicher Aufschwung des Unternehmens. Die Familie Reusch ergänzte daraufhin das Wohnhaus 1880 mit einer zusätzlichen Etage und veränderte die Raumaufteilung und Neugliederung mit spätklassizistischen und neubarocken Elementen.

## Baudenkmal
Die Villa ist unter Nr. 59 eingetragen in die Liste der Baudenkmäler in Rösrath. Sie wurde im Oktober 2014 als Denkmal des Monats ausgezeichnet.